# جون هنري لويد
جون هنري لويد (بالإنجليزية: John Henry Lloyd)‏ هو لاعب كرة قاعدة أمريكي، ولد في 25 أبريل 1884، وتوفي في 19 مارس 1964.

## وصلات خارجية
- جون هنري لويد على موقع قاعة مشاهير كرة القاعدة (الإنجليزية)
- جون هنري لويد على موقع قاعة فلوريدا للمشاهير الرياضية (الإنجليزية)

- جون هنري لويد على موقع الموسوعة البريطانية (الإنجليزية)